# Marc Seguin
Marc Seguin, (Annonay, 20. travnja 1786. — Annonay, 24. veljače 1875.), bio je francuski inženjer. Bio je rođak braće Montgolfier.
Seguin je poznat po tome što je konstruirao viseći most i usavršio parnu lokomotivu kada je 1827. godine mnogo bolje uredio ognjište lokomotive nego Stephenson. Njegovo ime nalazi se na listi 72 znanstvenika ugraviranih na Eifellovom tornju.
Kao rođak braće Montgolfier postaje 1860. vlasnik tvornice Canson & Montgolfier, jednog od najvećih francuskih proizvođača papira.